# 鷹司繋子
鷹司 繋子（たかつかさ つなこ、1798年3月17日〈寛政10年2月1日〉- 1823年5月14日〈文政6年4月4日〉）は、第120代天皇・仁孝天皇の女御。死後、贈皇后。女院号は新皇嘉門院（しんこうかもんいん）。

## 系譜
関白鷹司政煕の娘。母は井上義胤の娘梅子。准母は権中納言豊岡尚資の娘斐子。異母兄の関白鷹司政通、同母妹の仁孝天皇女御鷹司祺子ほか、兄弟姉妹は多数。

## 略歴
文化10年（1813年）、16歳のとき、2歳年下の皇太子恵仁親王（のちの仁孝天皇）に入内。文化14年（1817年）、恵仁親王が即位すると、繋子は女御宣下を受ける。
文政3年（1820年）5月16日、繋子は第一皇子安仁親王を出産。同年12月26日、准三后となる。安仁親王は嫡妻腹の第一皇子であったが、翌年に夭折。
文政6年4月2日（1823年5月12日）に、繋子は再び出産。第一皇女が誕生するが、難産であったため、皇女は同日に、繋子も翌々日の4月4日に息を引き取った。享年26。後月輪陵に葬られた。
死から2日後の4月6日、繋子は女院号を贈られて新皇嘉門院と称され、さらに翌文政7年（1824年）には皇后位を追贈された。
また文政8年（1825年）には、繋子の同母妹の祺子が後添いとして仁孝天皇のもとに入内し、女御宣下を受けている。